# All for You (singolo Janet Jackson)
All for You è un brano scritto e prodotto dalla cantante statunitense Janet Jackson e dal duo Jimmy Jam & Terry Lewis ed estratto come primo singolo dal settimo album in studio della Jackson, All for You, del 2001.
Il singolo conquistò la vetta della classifica di Billboard, dove rimase per sette settimane, riuscendo ad entrare anche alla numero uno della classifica in Canada e tra i primi cinque posti delle classifiche di diversi altri paesi nel mondo tra i quali Regno Unito, Australia, Francia e Italia. Ottenne numerosi riconoscimenti, incluso un Grammy Award come "Miglior registrazione dance" nel 2002.

## Descrizione
La canzone contiene un campionamento di The Glow of Love (1980), del gruppo disco italo-americano Change, alla quale aveva collaborato anche Luther Vandross. Terry Lewis, co-autore della canzone, ha dichiarato che lavorare con Janet è stato fantastico perché era ricettiva a così tante idee e stili. Jam, altro co-autore, ha invece dichiarato:
La Jackson ha invece dichiarato riguardo al campionamento:
Il testo della canzone parla di Janet che spia un ragazzo che la tiene d'occhio, ma è troppo intimidito per avvicinarsi, e così lei lo mette a suo agio, facendogli sapere che lei ha quell'effetto su tutti i ragazzi, ma è il benvenuto a unirsi a lei.

## Accoglienza
Il singolo fece la storia della radio e delle classifiche statunitensi quando venne aggiunto in rotazione a tutte le stazioni radio pop, ritmiche e urban; nessun'altra canzone aveva mai conquistato tutte le stazioni radiofoniche nella sua prima settimana alla radio. All for You debuttò pertanto nella classifica dei singoli Billboard Hot 100 al numero quattordici, il debutto più alto di sempre per un singolo non ancora disponibile in commercio. In seguito fu il decimo della Jackson a piazzarsi alla posizione numero uno nella classifica Hot 100 di Billboard rimanendoci per sette settimane e conquistando anche la vetta delle classifiche rhythm and blues/hip hop e dance degli Stati Uniti. Riscosse anche un ottimo successo internazionale, raggiungendo la posizione numero uno in Canada ed entrando tra i primi cinque e i primi dieci posti delle classifiche di quasi tutta Europa, Australia e Nuova Zelanda.
Il singolo venne nominato a vari premi e vinse nel 2002, tra gli altri, un Grammy Award come "Miglior registrazione dance" e un BMI Pop Award come "canzone più trasmessa".

## Video musicale
Il videoclip di All for You, diretto da Dave Meyers, è ambientato in una coloratissima California a due dimensioni, con richiami alla città di Los Angeles, a Venice Beach, alla baia di Santa Monica e a Sunset Boulevard a Hollywood, e mostra la cantante che si muove in scenografie a metà tra quelle teatrali ad altre realizzate in CGI con uno stile cartoonesco, mentre tenta di conquistare un ragazzo appena incontrato nella metropolitana. Jackson e le sue ballerine eseguono un'elaborata coreografia per tutto il video, che include campionamenti di Centipede della sorella Rebbie, The Pleasure Principle e Go Deep, vecchi successi di Janet stessa, e Let the Music Play di Shannon. Sul finale, alle spalle della cantante e delle sue ballerine, compare per un momento un cartellone pubblicitario con l'immagine della copertina del singolo. Il video termina con la popstar in compagnia del ragazzo della metropolitana, vicino ad un locale notturno; i due si scambiano un sorriso e lei lo saluta con la mano e se ne va.
Il video venne presentato in anteprima su MTV venerdì 9 marzo 2001 su Total Request Live.
Fu nominato agli MTV Video Music Awards 2001 come "Video dell'anno", "Miglior video femminile", "Miglior video dance" e "Miglior coreografia", non vincendo però in nessuna delle categorie.

## Esibizioni dal vivo
La Jackson ha eseguito per la prima volta All for You dal vivo nel 2001 nel finale dello speciale di MTV in suo onore intitolato MTV Icon, che ha onorato la sua eredità e influenza nell'industria musicale. La canzone è stata eseguita dalla cantante anche in altri programmi Tv, sia negli Stati Uniti che in giro per il mondo, come Top of the Pops in Regno Unito, Wetten Dass..? in Germania, Tapis Rouge in Francia e Quelli che il calcio in Italia, ed è inoltre stata interpretata (tramite un collegamento via satellite col suo All for You Tour) al concerto di beneficenza United We Stand: What More Can I Give organizzato da suo fratello Michael Jackson in onore delle vittime degli attentati dell'11 settembre 2001. La cantante ha inoltre interpretato una versione ridotta della canzone al celebre halftime del Super Bowl XXXVIII nel 2004, la stessa sera in cui finì su tutte le prime pagine per l'incidente del "nipplegate".
L'artista ha interpretato la canzone anche nei suoi tour mondiali: All for You Tour, Rock Witchu Tour, Number Ones: Up Close and Personal World Tour, Unbreakable World Tour, State of the World Tour, nel suo residency show di Las Vegas del 2019, Janet Jackson: Metamorphosis e nei tour A Special 30th Anniversary Celebration of Rhythm Nation e Together Again.

## Tracce
Singolo CD Australia
1. All for You (Radio Edit) – 4:24
2. All for You (Top Heavy Mix) – 4:06
3. All for You (Thunderpuss Club Mix) – 10:28
4. All for You (Rock Mix) – 7:20
5. All for You (Top Heavy Mix) – 4:06

Singolo CD 12" Regno Unito/Europa
1. All for You (Thunderpuss Club Mix) – 10:28
2. All for You (Top Heavy Mix) – 4:06
3. All for You (Radio Edit) – 4:24

Singolo CD maxi Regno Unito
1. All for You (Radio Edit) – 4:24
2. All for You (Top Heavy Mix) – 4:06
3. All for You (Thunderpuss Club Mix) – 10:28
4. All for You (Video)

Singolo CD 12" Stati Uniti
1. All for You (Thunderpuss Club Mix) – 10:28
2. All for You (Album Version) – 6:31
3. All for You (DJ Quik Remix) – 4:29
4. All for You (Top Heavy Mix) – 4:06
5. All for You (Rock Mix) – 7:20

Singolo CD remix 12" Stati Uniti
1. All for You (DJ Quik Remix) – 4:29
2. All for You (Radio Edit) – 4:23
3. All for You (Top Heavy Mix) – 4:06
4. All for You (DJ Quik Remix Instrumental) – 4:29
5. All for You (Rock Mix Instrumental) – 7:21
6. All for You (Top Heavy Remix Instrumental) – 4:05

Singolo CD Stati Uniti
1. All for You (Radio Edit) – 4:23
2. All for You (Video Mix) – 4:33

Singolo CD Francia
1. All for You (Radio Edit) – 4:23
2. All for You (Top Heavy Mix) – 4:06

Singolo CD Taiwan
1. All for You (Radio Edit) – 4:23
2. All for You (DJ Quik Remix) – 4:29
3. All for You (Thunderpuss Club Mix) – 10:28
4. All for You (Rock Mix) – 7:20
5. All for You (Top Heavy Mix) – 4:06

### Remix ufficiali
1. Original 12" – 6:29
2. Original 12" Instrumental – 6:31
3. Album Version – 5:30
4. Radio Edit – 4:24
5. Video Mix – 4:33
6. Vocal Down – 4:23
7. Instrumental – 6:19
8. Thunderpuss Club Mix – 10:28
9. Thunderdub – 10:32
10. Thunderpuss Drumapella – 6:49
11. Thunderpuss Change It Up Mix – 10:34
12. Thunderpuss Change It Up Edit – 6:10
13. Thunderpuss Change It Up Radio Edit – 3:47
14. Thunderpuss Change It Up Dub – 7:19
15. Thunderpuss Radio Mix – 4:26
16. Thunderpuss Radio TV numero 1 – 4:21
17. Thunderpuss Radio TV numero 2 – 4:22
18. Thunderpuss Radio Mix Instrumental – 4:21
19. Thunderpuss Military Mix – 8:37
20. Thunderpuss Military Instrumental – 8:37
21. DJ Quik Remix – 4:32
22. DJ Quik Instrumental – 4:32
23. Rock Mix – 7:22
24. Rock Radio Mix – 4:26
25. Instrumental Rock Mix – 7:22
26. Dance Rock Mix – 7:22
27. DJ Premier Remix (Radio) – 4:03
28. DJ Premier Remix (Main) – 4:03
29. DJ Premier Instrumental – 3:56
30. Phats&Small Remix – 6:05
31. Call out Hook numero 1 – 0:24
32. Call out Hook numero 2 – 0:21

## Classifiche
| Classifica (2001) | Massima posizione |
| ----------------- | ----------------- |
| Argentina         | 17                |
| Australia         | 5                 |
| Austria           | 30                |
| Belgio (Fiandre)  | 8                 |
| Belgio (Vallonia) | 9                 |
| Brasile           | 8                 |
| Canada            | 1                 |
| Danimarca         | 10                |
| Paesi Bassi       | 5                 |
| Finlandia         | 5                 |
| Francia           | 3                 |
| Germania          | 16                |
| Irlanda           | 15                |

| Classifica (2001)              | Massima posizione |
| ------------------------------ | ----------------- |
| Italia                         | 4                 |
| Lettonia                       | 9                 |
| Nuova Zelanda                  | 2                 |
| Norvegia                       | 12                |
| Svezia                         | 13                |
| Svizzera                       | 7                 |
| Regno Unito                    | 3                 |
| Billboard (USA)                | 1                 |
| Rhythm and blues/hip hop (USA) | 1                 |
| Dance (USA)                    | 1                 |
| ARC Weekly (USA)               | 1                 |